# MAN NL 202

## MAN NL 202

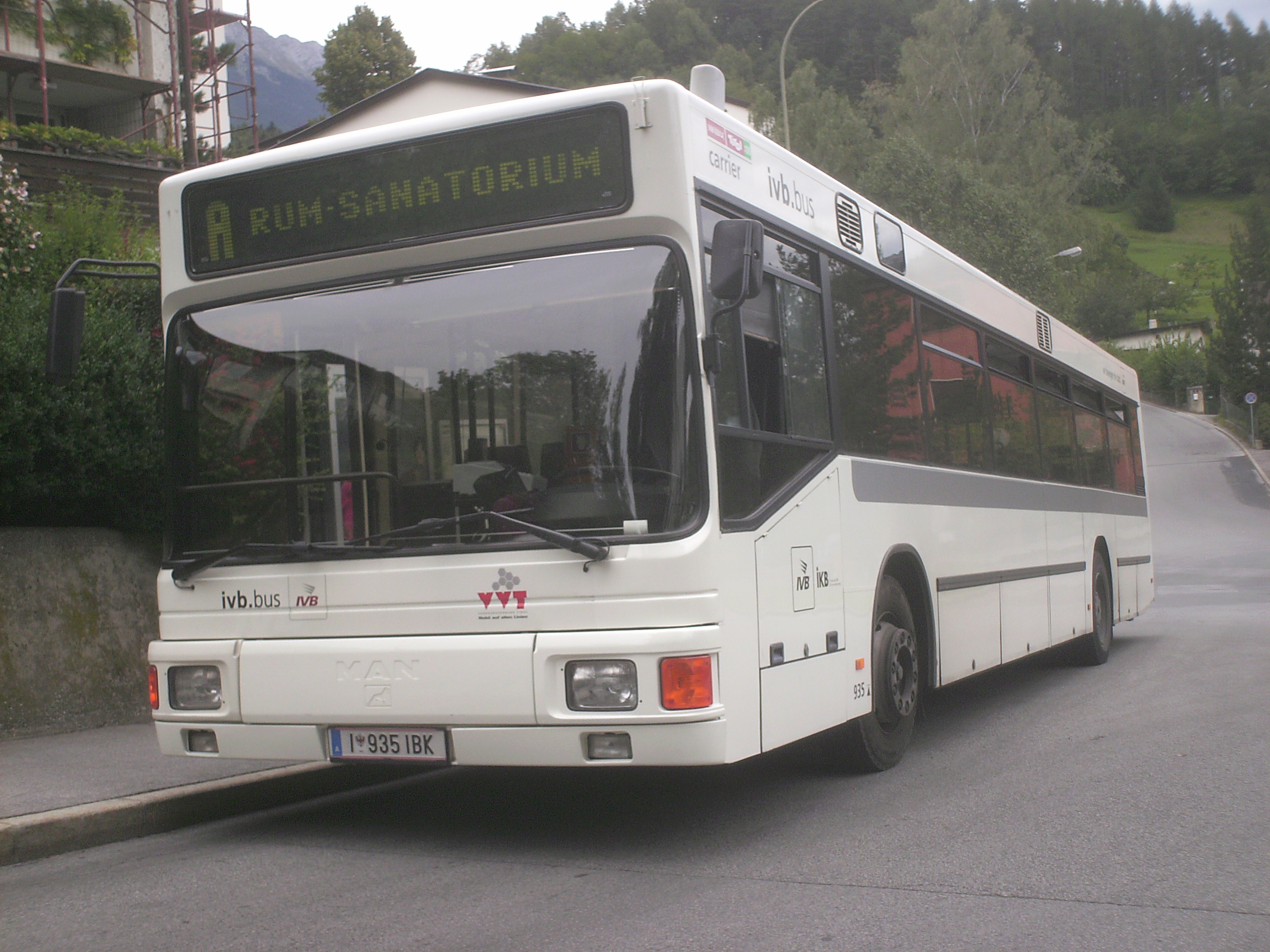
MAN NL 202 Innsbruck-ban.

1989 tavaszán mutatta be az MAN a VÖV II. szabványra alapozó új városi autóbuszát. A típus az MAN SL 202 utódja. A gyártó első sorozatban gyártott alacsony padlós autóbusza típusa volt. Az autóbuszok a második ajtóig alacsony padlósak majd a második ajtótól színházpadlós kialakításúként emelkedett a padlószint. A kocsi hátsó része irányába, ezért a háromajtós kivitelnél a harmadik ajtónál már lépcső került beiktatásra. 1992-ben a típus némi ráncfelvarráson esett át ez már MAN NL 202(2) típusnév alatt futott.
Az NL 202-eseket Németországban az üzemeltetők selejtezték. A maradék néhány fennmaradt példány főleg magánüzemeltetőknél vagy más országokban üzemel. Csuklós változata az MAN NG 272.

## MAN NL 202 (2)

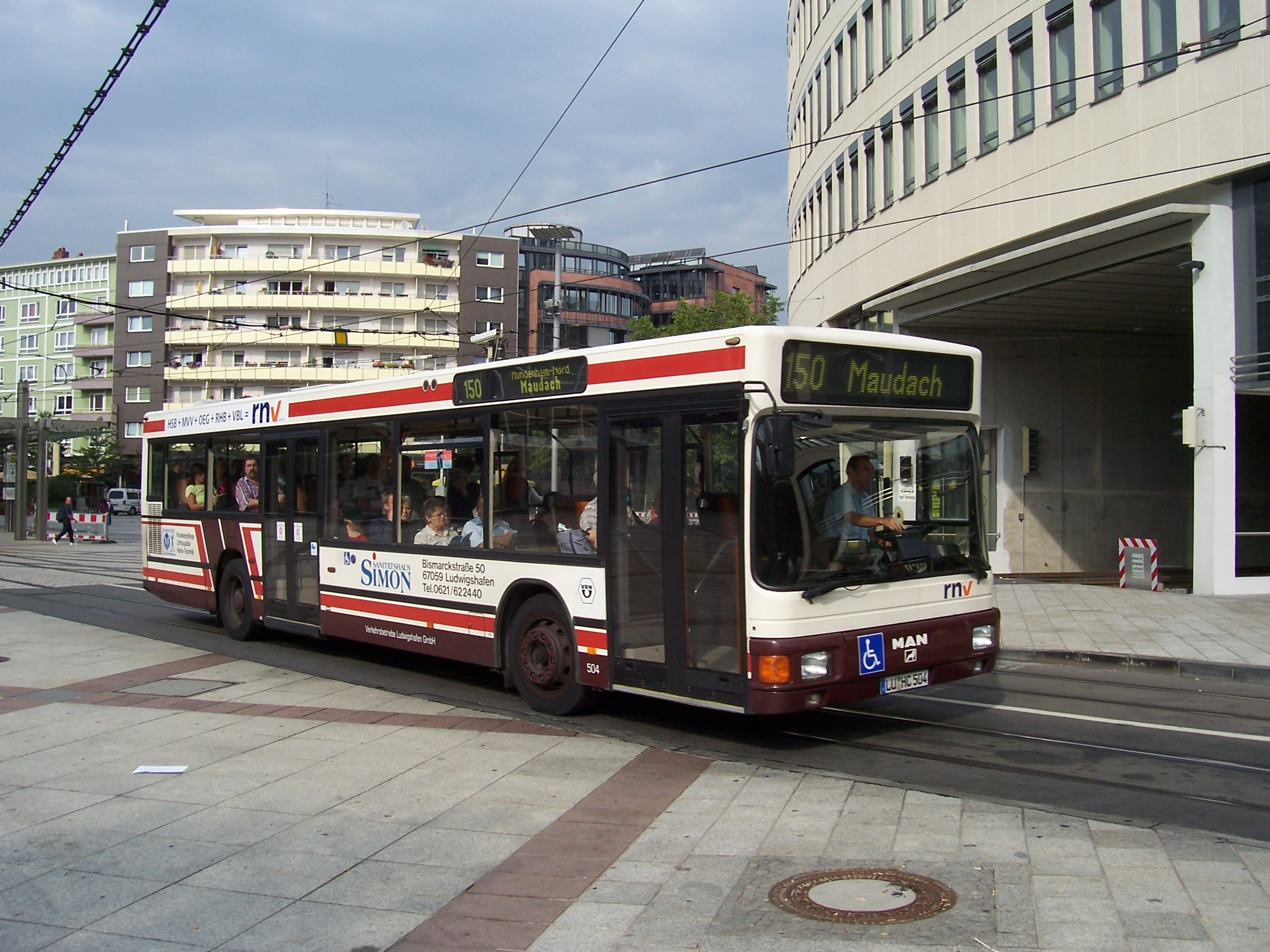
MAN NL 202 (2) Ludwigshafen am Rhein-ben Németországban.

A típus belső sorozatneve: MAN A10. 1992-ben mutatták be. Az MAN NL 202-eshez képest némi átalakításon esett át. A második ajtóig az ablakkeret alsó íve alacsonyabbra került, az utasülések korszerűbbekre lettek cserélve. 2001-ig gyártották. Az eredetileg egy típus később típuscsaláddá szélesedett ki. A buszt lehetett kapni mind dízel mind pedig gázüzemű illetve 2 és 3 ajtós kivitelben.
- 1994-ben készült el a típus a gázüzemű változata az MAN NG 232 CNG. (Compressed Natural Gas)
- 1995-ben került bele Euro II-es motor. Ezek MAN NL 222, NL 312 típusjelzések alatt futottak. Ugyan ebben az évben készült el a típus jobbkormányos változata MAN NL262 típusjelzéssel.
- 1997-ben jelent meg a típus utódja az MAN NL 222/223.

### MAN A10-esek Magyarországon
Magyarországra a típus szinte valamennyi példánya használtan érkezett. Jelentős részük Németországból. A buszok többsége magántulajdonban található és főleg áruházi járatokon teljesítenek szolgálatot, de néhány példány menetrend szerinti forgalomban is részt vett/vesz. A Volán társaságok közül a Balaton Volán üzemeltet néhány darabot ide használtan Németországból érkeztek a kocsik. Jellemzően Veszprém és Balatonfüred helyi járatain közlekednek. A Volánbusz korábbi alvállalkozója a Weekendbus is alkalmazta ezt a típust helyközi járatokon.

## MAN NL 262

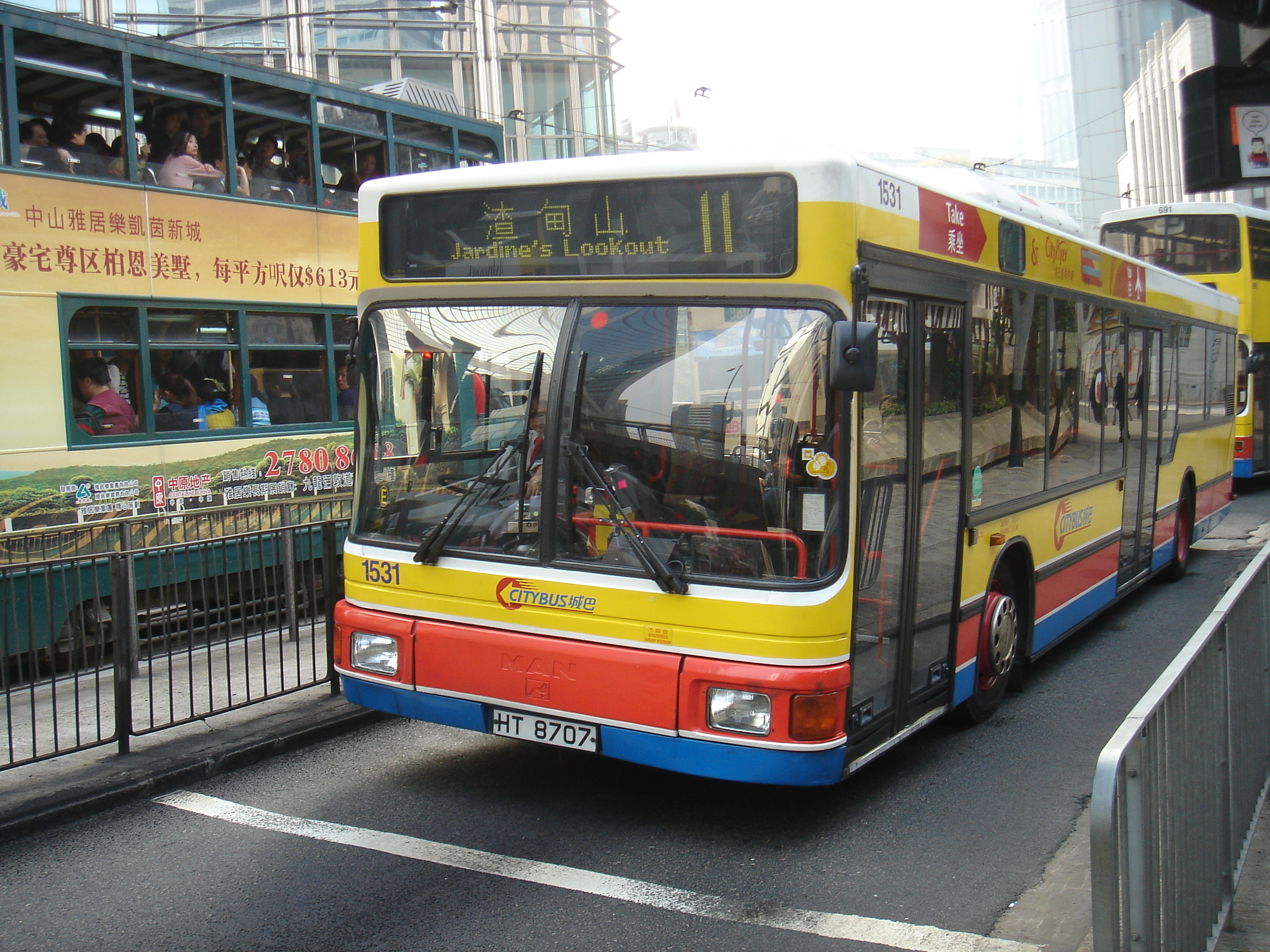
MAN NL 262 Hong Kong-ban a Citybus üzemeltetésében.

A típus jobbkormányos változata. Ebből Ausztráliába és Hong Kong-ba gyártottak 2 ajtós kialakítású városi szóló autóbuszok.

### Ausztráliában
A Torrens Transit üzemeltetésében Dél-Ausztrália Szövetségi Államban közlekednek.

### Hong Kong[2]

#### Citybus
- 80 db-ot vásárolt. Három kivétellel a teljes flotta aktívan üzemel.

#### New Lantau Bus
- 5 db-bal rendelkezik. Ezek a 37-es és a 38-as vonalakon közlekednek.

#### DBTSL
- 10 db-bal rendelkezik ebből 5 db-ot használtan vásárolt. Ezen példányok a 4-es, 7-es, 9-es, 9A-s, DB01R-es és a DB03R-as vonalakon közlekednek.

## MAN EL 202/222/262
1993 és 1998 között volt gyártásban. Magas padlós városi autóbusz. Gyártották Németországban az MAN gyárban is, de több példány is készült a szlovén Avtomontaž gyárban is.